# Luis Ángel Rodríguez Ayazo
Luis Ángel Rodríguez Ayazo (Turbo, 15 febbraio 1995) è un calciatore colombiano, difensore del Forca Kochi.

## Carriera
Ha debuttato fra i professionisti con l'Envigado il 9 luglio 2017, disputando l'incontro di Categoría Primera A perso 4-2 contro il Deportivo Cali.
Il 26 gennaio 2021 è stato acquistato a titolo definitivo dalla squadra statunitense del S.G. Tormenta.

## Statistiche

### Presenze e reti nei club
Statistiche aggiornate al 29 gennaio 2021.
| Stagione               | Squadra                | Campionato             | Campionato | Campionato | Coppe nazionali | Coppe nazionali | Coppe nazionali | Coppe continentali | Coppe continentali | Coppe continentali | Altre coppe | Altre coppe | Altre coppe | Totale | Totale |
| Stagione               | Squadra                | Comp                   | Pres       | Reti       | Comp            | Pres            | Reti            | Comp               | Pres               | Reti               | Comp        | Pres        | Reti        | Pres   | Reti   |
| ---------------------- | ---------------------- | ---------------------- | ---------- | ---------- | --------------- | --------------- | --------------- | ------------------ | ------------------ | ------------------ | ----------- | ----------- | ----------- | ------ | ------ |
| 2017                   | Envigado               | PD                     | 12         | 0          | CC              | 4               | 1               | -                  | -                  | -                  | -           | -           | -           | 16     | 1      |
| 2018                   | Envigado               | PD                     | 29         | 0          | CC              | 3               | 0               | -                  | -                  | -                  | -           | -           | -           | 32     | 0      |
| Totale Deportivo Pasto | Totale Deportivo Pasto | Totale Deportivo Pasto | 41         | 0          |                 | 7               | 1               |                    | -                  | -                  |             | -           | -           | 48     | 1      |
| 2019                   | Cortuluá               | SD                     | 38         | 0          | CC              | 2               | 0               | -                  | -                  | -                  | -           | -           | -           | 40     | 0      |
| 2020                   | Envigado               | PD                     | 0          | 0          | CC              | 0               | 0               | -                  | -                  | -                  | -           | -           | -           | 0      | 0      |
| Totale carriera        | Totale carriera        | Totale carriera        | 79         | 0          |                 | 9               | 1               |                    | -                  | -                  |             | -           | -           | 88     | 1      |